# Tabea Zimmermannová
Tabea Zimmermannová, nepřechýleně Tabea Zimmermann (* 8. října 1966 Lahr) je německá violistka a vysokoškolská pedagožka.

## Život
Začala hrát na violu v hudební škole ve svém rodném městě Lahr, když jí byly tři roky, a na klavír, když jí bylo pět.
Hru na violu studovala u Ulricha Kocha na Hudební univerzitě ve Freiburgu, studium ukončila v roce 1985 na Hudební univerzitě v Saarbrückenu a od roku 1986 se zdokonalovala u Sándora Végha na Mozarteu v Salcburku. Během studií se účastnila mezinárodních soutěží a získala první ceny v Ženevě (1982), Budapešti (1984) a na Mezinárodní violové soutěži Maurice Vieuxe v Paříži (1983).
Poté dostala od současného francouzského výrobce houslí Étienna Vatelota nástroj, na který od té doby hraje. V roce 2019 přešla na nástroj vyrobený na zakázku výrobcem houslí Patrickem Robinem.
V letech 1987 až 1989 vyučovala jako nejmladší profesorka v Německu na Musikhochschule Saarbrücken. V roce 1994 převzala violovou třídu na Hochschule für Musik und Darstellende Kunst Frankfurt am Main a od října 2002 je profesorkou na Hochschule für Musik Hanns Eisler Berlin .
Od roku 1987 až do jeho předčasné smrti v roce 2000 pravidelně koncertovala se svým prvním manželem, izraelským dirigentem Davidem Shallonem. Má s ním dva syny. Poté se provdala za amerického dirigenta Stevena Sloana, se kterým má dceru.
V roce 2011 byla zvolena do Nordrhein-Westfälische Akademie der Wissenschaften und der Künste v Severním Porýní-Vestfálsku. V roce 2022 byla zvolena předsedkyní správní rady Hindemithovy nadace. Tabea Zimmermannová žije se svými třemi dětmi v Berlíně.